# القبير
القبير قرية سورية تتبع ناحية مركز محردة في منطقة محردة في محافظة حماة. وتقع شمالي غربي مدينة حماة على بعد 20 كم وجنوب مدينة محردة 2 كم بجانب معرزاف، تتألف من حوالي 30 منزل وبلغ عدد سكانها 160 نسمة.

## وصلات خارجية
- الوحدات الإدارية في محافظة حماة